# Solberga, Nässjö kommun
Solberga är en tätort i Norra Solberga socken i Nässjö kommun i Jönköpings län. Solberga är inte kyrkby i socknen och Norra Solberga kyrka ligger cirka 6 kilometer sydost om tätorten. Ungefär 3 kilometer sydost om Solberga ligger tätorten Anneberg. Kommunens centralort Nässjö ligger cirka 11 kilometer söder om Solberga.
Solberga ligger vid Södra stambanan och tillkom som stationssamhälle på mark som tillhört hemmanen Påskarp och Hatten. Persontrafik på järnvägen öppnades 1874 och bemanningen av Solberga station upphörde den 31 maj 1969.

## Befolkningsutveckling
| Befolkningsutvecklingen i Solberga 1920–2020            | Befolkningsutvecklingen i Solberga 1920–2020 | Befolkningsutvecklingen i Solberga 1920–2020 | Befolkningsutvecklingen i Solberga 1920–2020 | Befolkningsutvecklingen i Solberga 1920–2020 |
| ------------------------------------------------------- | -------------------------------------------- | -------------------------------------------- | -------------------------------------------- | -------------------------------------------- |
|                                                         |                                              |                                              |                                              |                                              |
| År                                                      |                                              |                                              | Folkmängd                                    | Areal (ha)                                   |
| 1920                                                    | 1920                                         |                                              | 500                                          | ##                                           |
| 1930                                                    | 1930                                         |                                              | 480                                          | ##                                           |
| 1935                                                    | 1935                                         |                                              | 381                                          | ##                                           |
| 1940                                                    | 1940                                         |                                              | 378                                          | ##                                           |
| 1945                                                    | 1945                                         |                                              | 411                                          | ##                                           |
| 1950                                                    | 1950                                         |                                              | 447                                          | ##                                           |
| 1960                                                    | 1960                                         |                                              | 395                                          |                                              |
| 1965                                                    | 1965                                         |                                              | 439                                          |                                              |
| 1970                                                    | 1970                                         |                                              | 454                                          |                                              |
| 1975                                                    | 1975                                         |                                              | 465                                          |                                              |
| 1980                                                    | 1980                                         |                                              | 495                                          |                                              |
| 1990                                                    | 1990                                         |                                              | 449                                          | 68                                           |
| 1995                                                    | 1995                                         |                                              | 438                                          | 68                                           |
| 2000                                                    | 2000                                         |                                              | 416                                          | 68                                           |
| 2005                                                    | 2005                                         |                                              | 419                                          | 68                                           |
| 2010                                                    | 2010                                         |                                              | 374                                          | 67                                           |
| 2015                                                    | 2015                                         |                                              | 370                                          | 76                                           |
| 2020                                                    | 2020                                         |                                              | 380                                          | 75                                           |
| Anm.: ## Som tätort/befolkningsagglomeration 1920–1950. |                                              |                                              |                                              |                                              |